# طواف دي بريتاجن 2014
طواف دي بريتاجن 2014 (بالفرنسية: Tour de Bretagne 2014)‏ هو سباق دراجات هوائية، وهو الموسم رقم 48 من نفس السباق، وأقيم خلال الفترة 25 أبريل 2014، وحتى 1 مايو 2014، وامتدّ لمسافة 995 كيلومتر، وهو أحد سباقات طواف أوروبا للدراجات 2014، وقد شارك في السباق 142 متسابقاً ووصل إلى نهايته 69 متسابقاً.
فاز فيه بالمركز الأول بيرت جان يندمان، والفريق الفائز في ترتيب الفرق Vendée U.

## الفائزون
| الترتيب    | الفائز              |
| ---------- | ------------------- |
| الفائز     | بيرت جان يندمان     |
| حسب النقاط | دانيال هويلجارد     |
| تسلق الجبل | سام أومن            |
| أفضل شاب   | ديلان تيونز         |
| مجموعة     | Sébastien Delfosse ‏ |
| الفريق     | Vendée U            |

## روابط خارجية
- طواف دي بريتاجن 2014 على موقع إحصائيات الدراجات الإحترافية (الإنجليزية)